# Șerban Papacostea
Șerban Papacostea (n. 25 iunie 1928, București, România – d. 6 aprilie 2018, București, România) a fost un istoric român, membru titular al Academiei Române. Din 1995 a fost membru al Academiei Ligure de Științe și Litere din Genova.

## Biografie
Istoricul Șerban Papacostea s-a născut în București, la 25 iunie 1928, ca fiu al juristului Petru Papacostea, un descendent al familiei de origine macedo-română Gușu Papacostea, întemeietorul primei școli românești din Macedonia.
A urmat cursurile Liceului „Dimitrie Cantemir“ din București, pe care l-a absolvit în 1946. A absolvit, în anul 1950, Facultatea de Istorie și Geografie din București. În anul 1968 a obținut titlul de doctor în istorie, cu teza „Oltenia sub austrieci (1718-1739)“, premiată, trei ani mai târziu, de Academia Română.
Între anii 1990 și 2001 a fost directorul Institutului de Istorie „Nicolae Iorga“ din București. Din 1990 a fost membru corespondent al Academiei Române.
În perioada comunistă a fost deportat într-un lagăr de muncă forțată la Canalul Dunăre-Marea Neagră.
Este văr cu scriitorul Vintilă Horia.

## Lucrări
- Un episode de la rivalité polono-hongroise au XVe siècle: l’expedition de Matia Corvin en Moldovie (1467) à la lumière d’une nouvelle source, în: Revue Roumaine d’Histoire VIII (1969), p. 967-979.
- Românii în secolul al XIII-lea între Cruciată și Imperiul Mongol, Editura Enciclopedică, București, 1993
- Între cruciadă și Imperiul Mongol, Ștefan cel Mare domn al Moldovei, Românii în secolul Xlll, 1995
- Geneza statului în evul mediu românesc“ (1988, reeditată în 1999),
  - Geneza statului în evul mediu românesc, Editura Corint, București, 1999
- La Mer Noire, carrefour des civilisations, 2006

## Distincții primite
- Ordinul Național "Steaua României" în grad de Ofițer, 1 decembrie 2017[4]